# Galerie de l’Hôtel Chabouillé

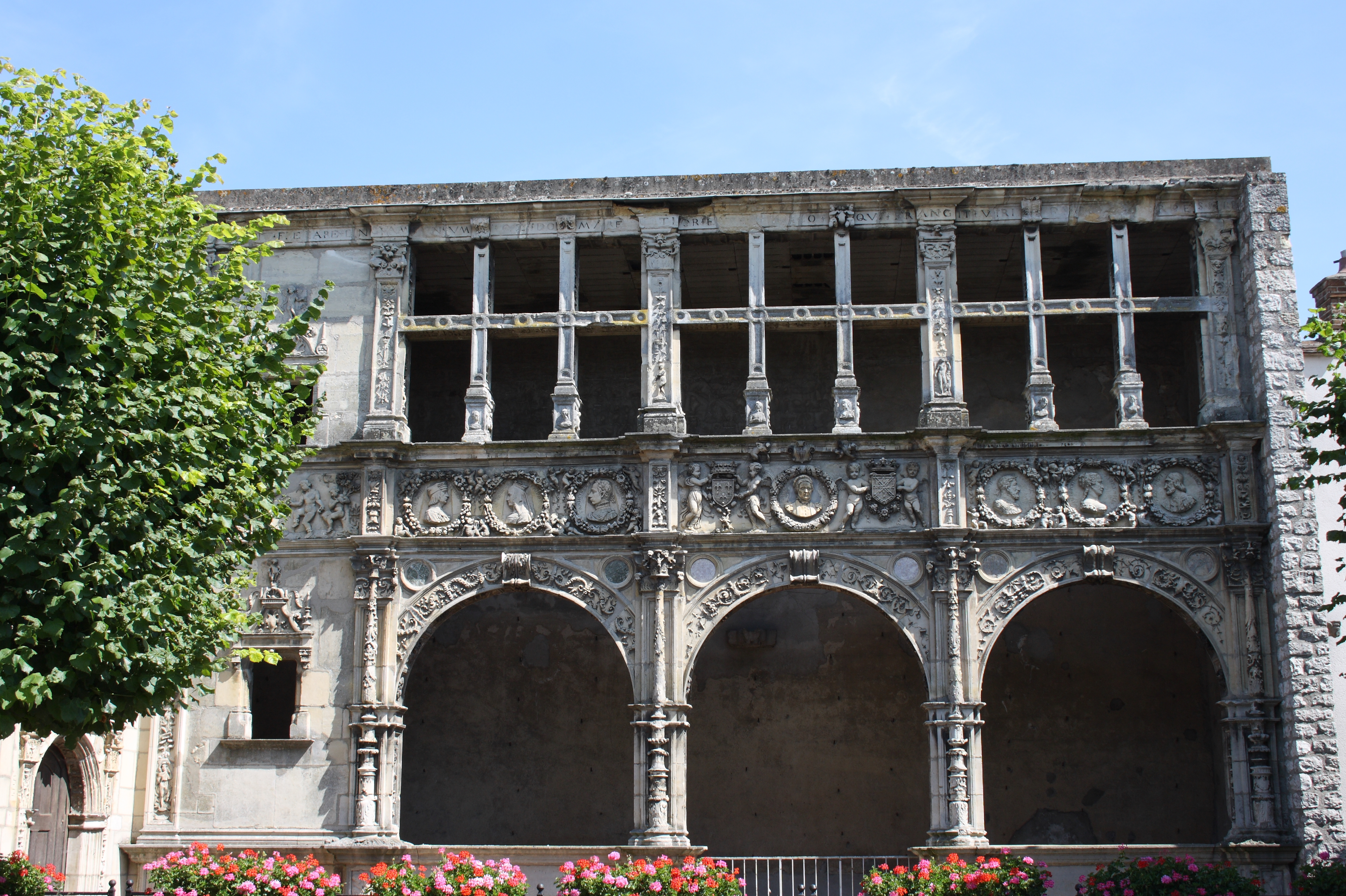
Galerie des Hôtel Chabouillé in Moret-sur-Loing

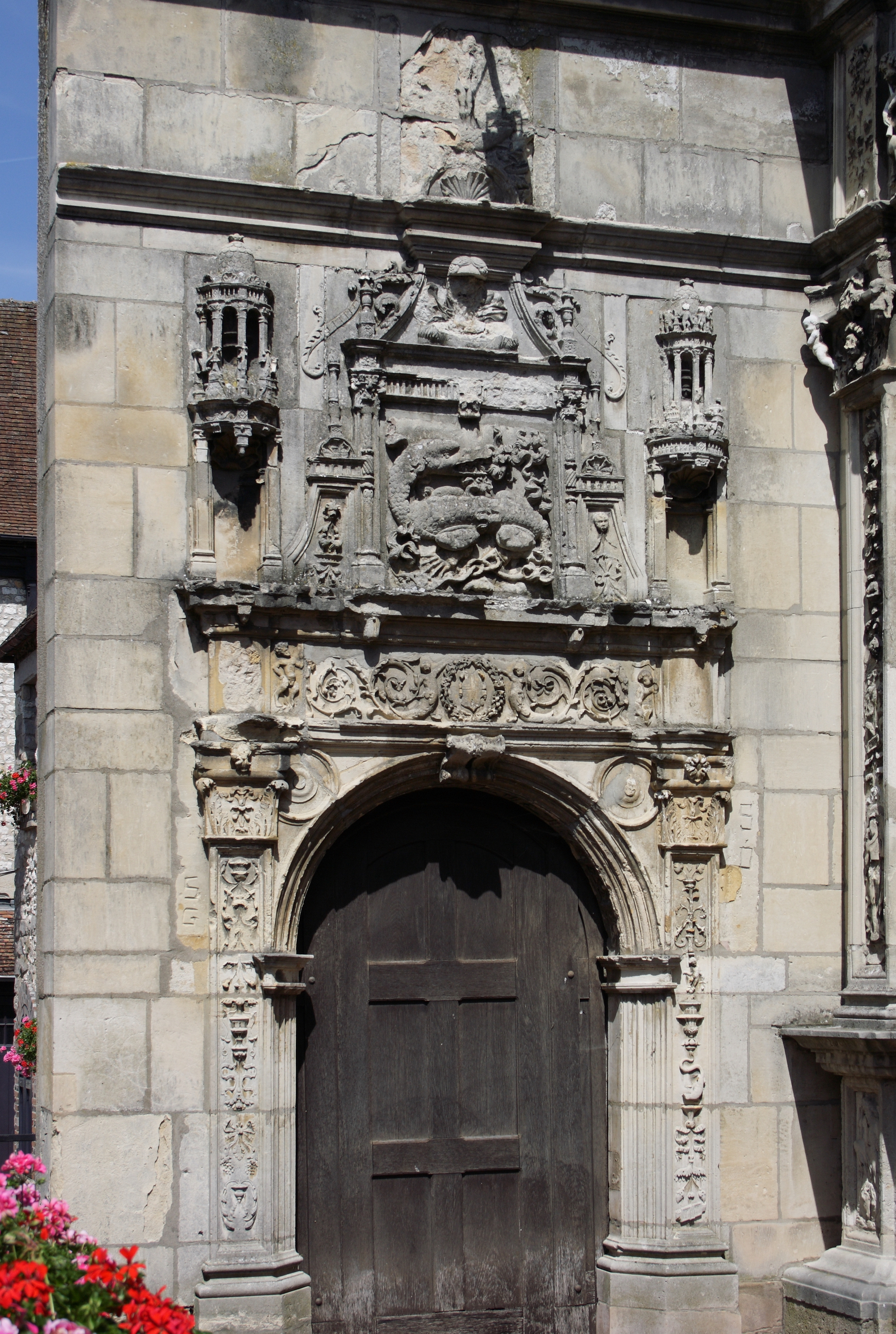
Portal mit dem Relief eines Salamanders

Die Galerie de l’Hôtel Chabouillé in Moret-Loing-et-Orvanne, einer Gemeinde im Département Seine-et-Marne in der französischen Region Île-de-France, ist neben dem Renaissanceportal der einzig erhaltene Teil eines Hôtel particulier aus dem 16. Jahrhundert. Aufgrund des Dekors mit den Emblemen des französischen Königs Franz I. wird das Gebäude auch als Maison François Ier bezeichnet. Die zweistöckige Galerie mit der prächtigen Renaissancefassade diente ehemals als Verbindung zwischen zwei Gebäudetrakten. Sie wurde im Jahr 2002 als Monument historique in die Liste der Baudenkmäler in Frankreich aufgenommen.

## Geschichte
Das Hôtel Chabouillé wurde 1527 für Nicolas Chabouillé, einem königlichen Steuereinnehmer unter König Franz I., errichtet. Im Jahr 1822 erwarb ein Oberst der Kavallerie das Gebäude, das er bei einem Besuch in Moret-sur-Loing entdeckt hatte, um es seiner Geliebten, Mademoiselle Mars, einer damals berühmten Schauspielerin, zu schenken. Er ließ das Gebäude abbauen und nach Paris transportieren, wo es in der Rue Bayard, einer Seitenstraße des Cours Albert-Ier, dem breiten Straßenzug zwischen Place de la Concorde und Champs-Élysées, an ein bereits bestehendes Hôtel particulier angebaut wurde. 1955 erwarb eine Immobiliengesellschaft das Anwesen, um es neu zu bebauen. Der Verkauf war mit der Auflage verbunden, die Galerie wieder nach Moret-sur-Loing zurückzubringen. Dort wurde sie an ihrem heutigen Standort im Hof des Rathauses wieder aufgebaut.

## Architektur

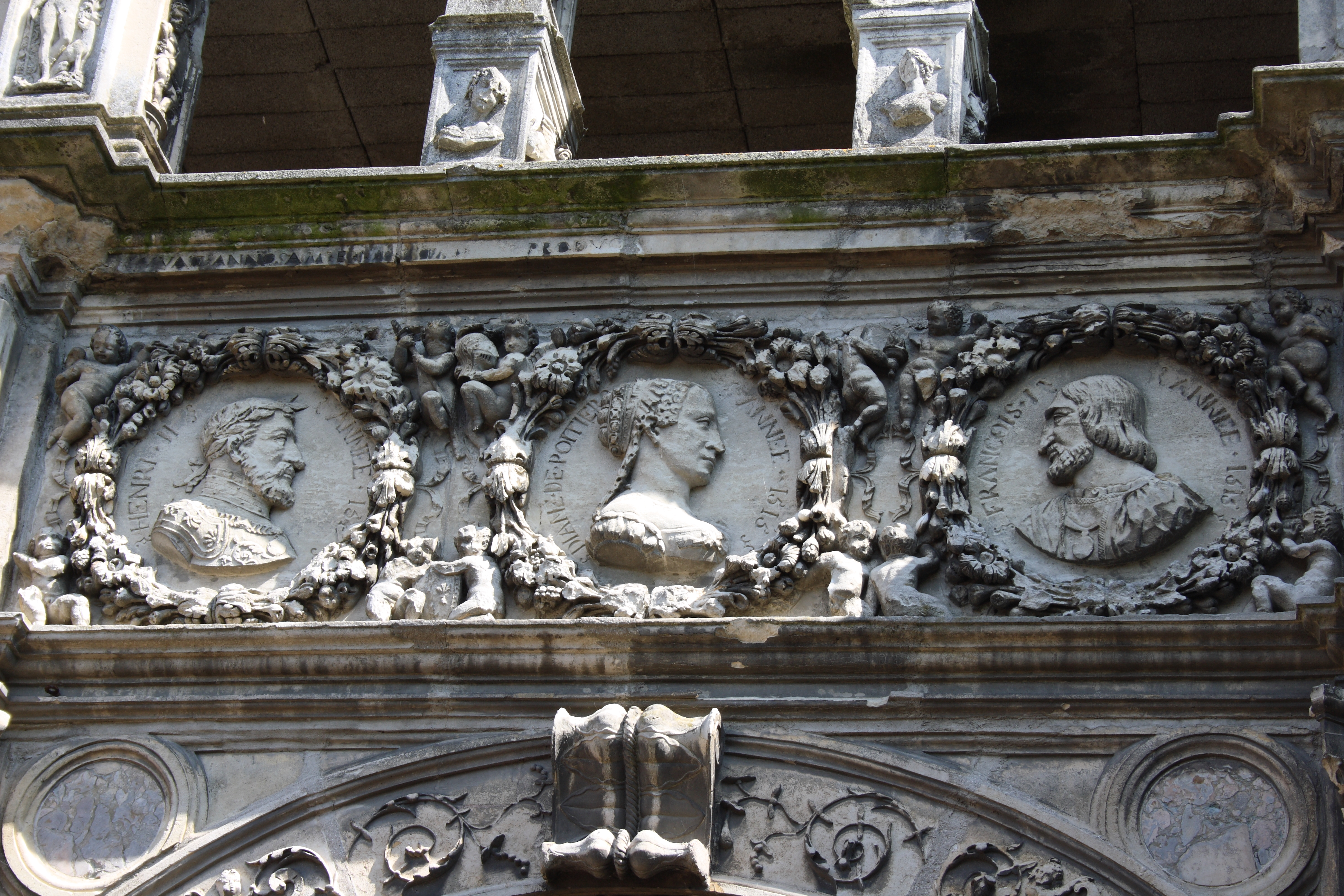
Medaillons mit den Büsten von Heinrich II., Diana von Poitiers und Franz I.

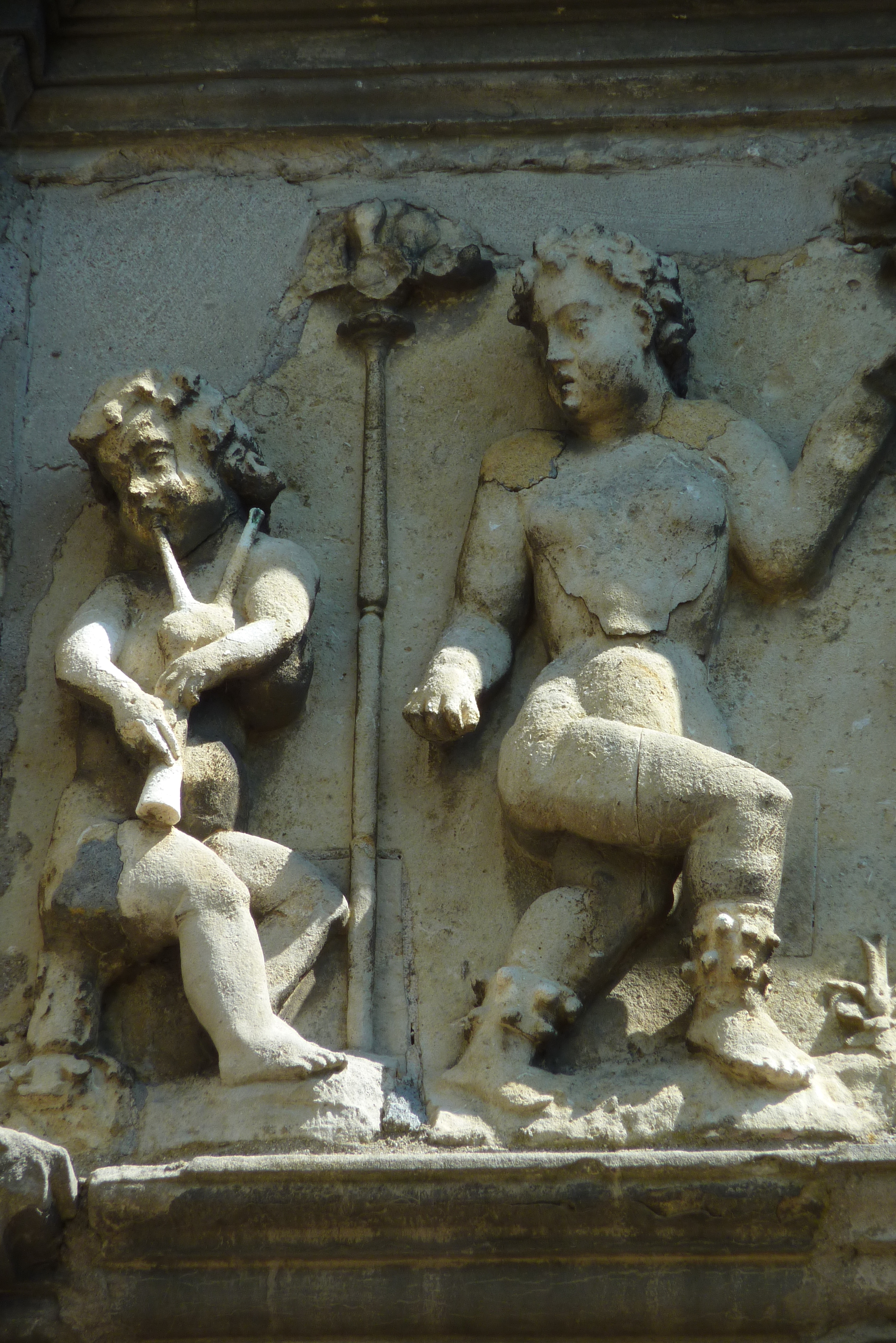
Musizierende Putten

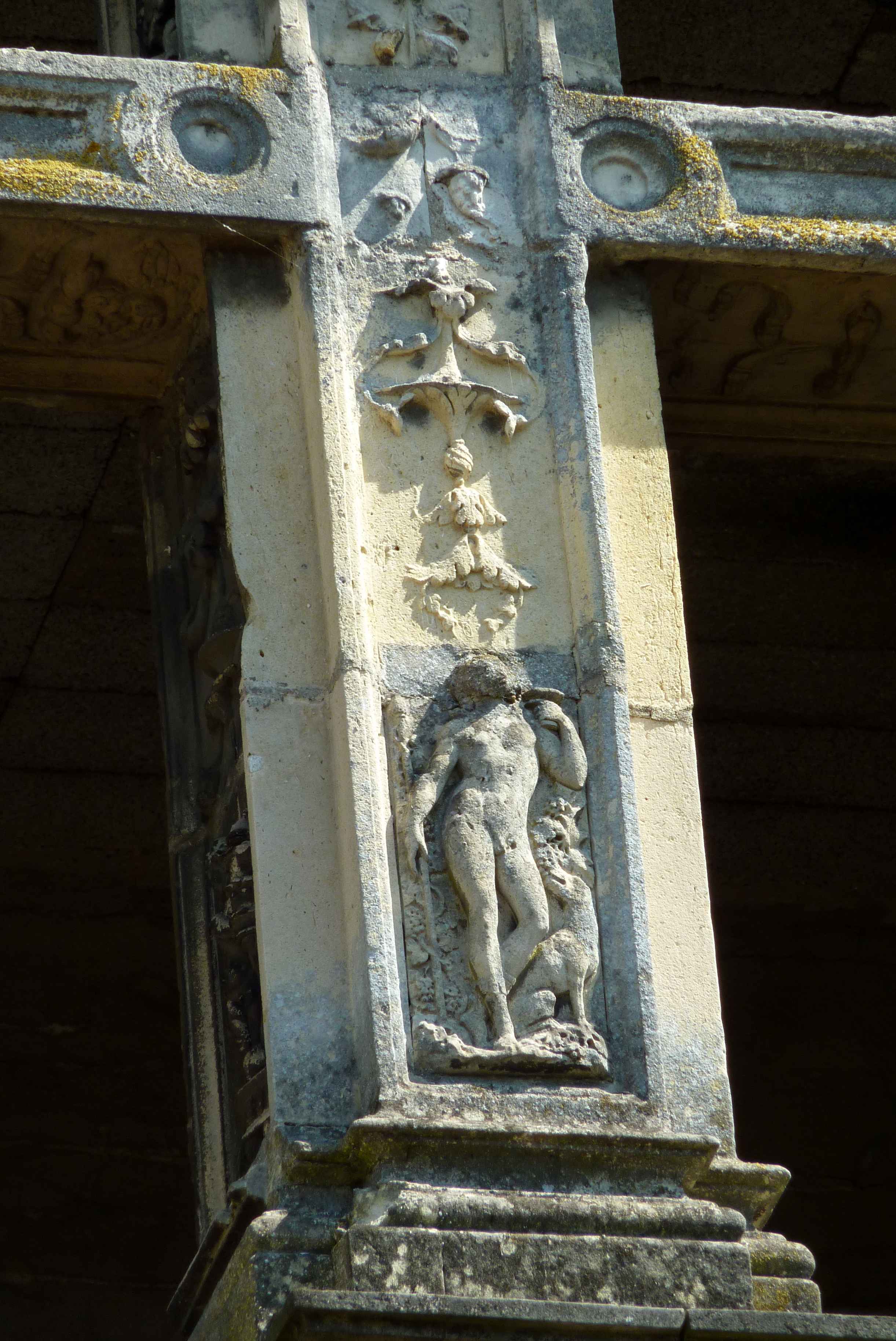
Herkules

Im Erdgeschoss öffnen sich drei große Arkaden, deren Rundbögen mit mächtigen Agraffen versehen und mit Arabesken, die teilweise in Nixen übergehen, verziert sind. Über den Arkaden sind in Dreiergruppen Medaillons mit den Reliefbüsten französischer Könige aus dem Haus Valois angeordnet. Auf der linken Seite sind Ludwig XII. (1462–1515), seine Gemahlin Anne de Bretagne (1477–1514) und Franz II. (1544–1560), auf der rechten Seite Heinrich II. (1519–1559), Diana von Poitiers (1499–1566) und Franz I. (1494–1547) dargestellt. Über der mittleren Arkade befindet sich die Büste von Margarete von Navarra (1492–1549), der Schwester von Franz I. Die beiden seitlichen Medaillons tragen das Lilienwappen des Hauses Valois und die Navarrakette. Die Medaillons von Franz II., Heinrich II. und Diana von Poitiers wurden erst im 19. Jahrhundert hinzugefügt.
Die Pfeiler der oberen Galerie sind mit weiblichen Büsten und Szenen der Taten des Herkules verziert. Auf dem Kranzgesims befindet sich eine lateinische Inschrift, deren Übersetzung lautet: Derjenige, der seine Zunge im Zaum zu halten vermag und seine Sinne beherrscht, ist stärker als der, der Städte erobert.
Hinter dem linken Teil der Fassade befand sich ursprünglich der Treppenaufgang. Auf beiden Etagen öffnet sich ein Fenster mit reich skulptierter Bekrönung, dazwischen verläuft ein Fries mit musizierenden Putten.
An die Galerie schließt sich links das ehemals zum Hof hin gelegene Portal des straßenseitigen Gebäudetraktes des Hôtel Chabouillé an. Über einer von Pilastern und Arabesken gerahmten Tür ist eine Reliefplatte mit einem Salamander, dem Emblem des französischen Königs Franz I., angebracht.